# 京濱伏見稲荷神社
京濱伏見稲荷神社 (京浜伏見稲荷神社)（けいひんふしみいなりじんじゃ）は、神奈川県川崎市中原区にある神社。全国にある稲荷神社の一社だが、神社本庁に属さない単立神社である。境内には108体狐の像がある。

## 祭神
主祭神
- 常磐稲荷大神

配神
五成大明神（いなりだいみょうじん）
- 宇加之御魂大神（うがのみたまのおおかみ）
- 大己貴命（おおなむらのかみ）
- 猿田ひこの神（さるたひこのかみ）
- 大宮能女神（おおみやめのかみ）
- 保食之神（うけもちのかみ）

## 歴史
1951年（昭和26年）初代宮司、冨澤冠受大人之命（とみざわかんじゅうしのみこと）が京都伏見稲荷の神示により、東京と横浜の間に創建。
1954年（昭和29年）大鳥居創建。高さは約14メートル、笠の長さは約16メートルの総鉄製。

## 摂末社

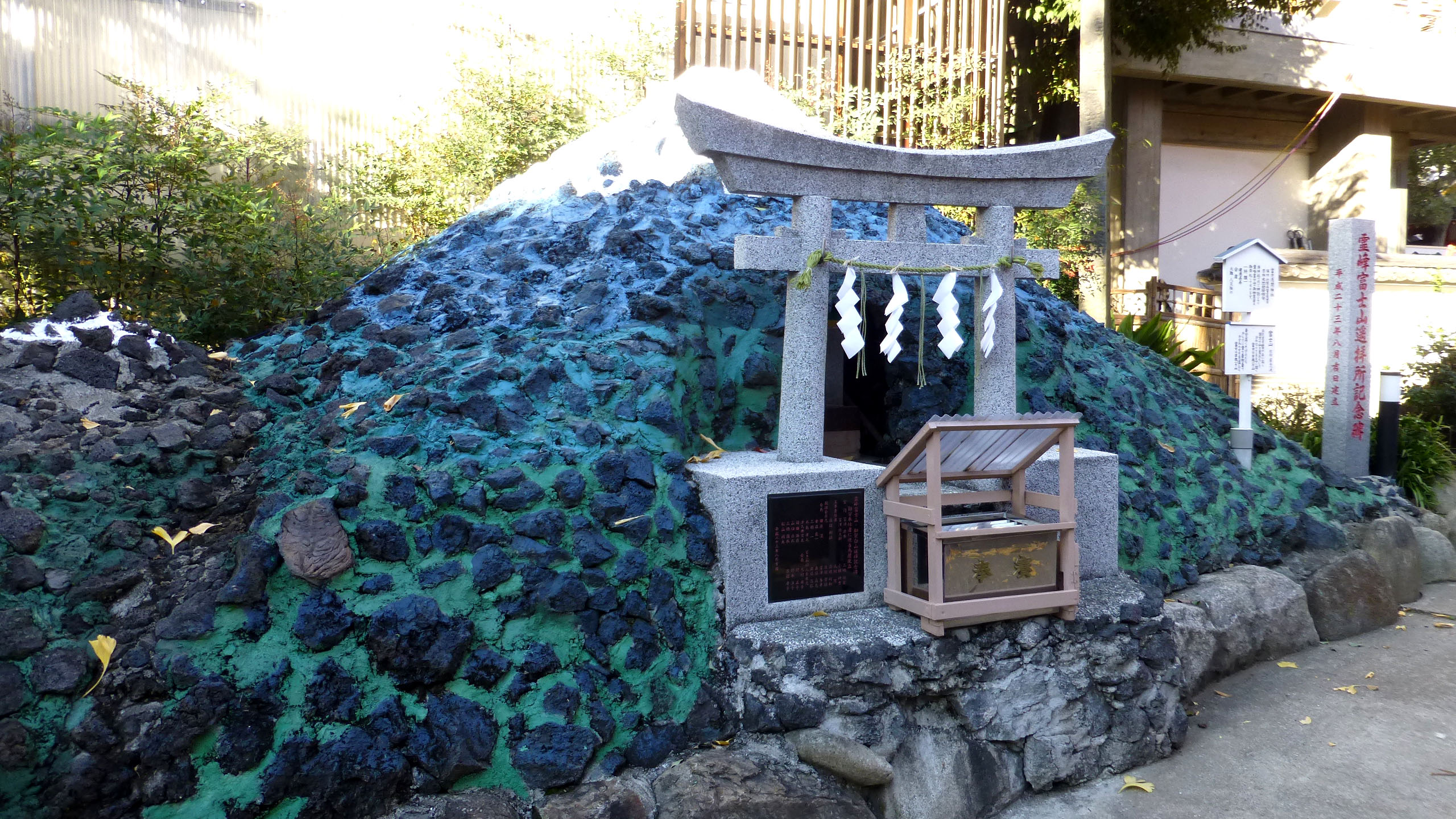
富士浅間神社

- 富士浅間神社

富士山の溶岩を利用し、富士山を模している
京濱伏見稲荷神社の本殿周囲は、江戸時代に縁起が良いとされていた富士山の溶岩で固めた廻り造りとなっている。（江戸造り）
- 白山神社
- 三神知恵稲荷（さんしんちえいなり）

別名は文殊稲

## 現地情報
所在地
- 神奈川県川崎市中原区新丸子東2-980

交通アクセス
- 東急新丸子駅より、徒歩約2分
- JR武蔵小杉駅より、徒歩約5分
- 第三京浜道路 京浜川崎ICより、自動車で約10分（専用駐車場なし）